# Eileen Gu
Eileen Gu, również Gu Ailing Eileen (ur. 3 września 2003 w San Francisco) – amerykańsko-chińska narciarka dowolna specjalizująca się w konkurencjach slopestyle, half-pipe oraz big air.

## Życie prywatne
Urodzona w San Francisco w USA. Jej ojciec jest Amerykaninem, z kolei matka Chinką. Na nartach zaczęła jeździć w wieku 3 lat. Sukcesy w zawodach juniorskich odnosiła już w wieku 9 lat, natomiast w zawodach seniorskich zaczęła się pojawiać w wieku 13 lat. W czerwcu 2019 roku pod kątem formalnym zastąpiła dotychczas posiadane obywatelstwo amerykańskie na chińskie. W celu poprawienia swoich możliwości treningowych, ukończyła dwa lata szkoły średniej w zaledwie rok. Poza narciarstwem dowolnym interesuje się jeździectwem, wspinaczką skalną, koszykówką, narciarstwem biegowym oraz lekkoatletyką. Swoich sił próbuje również jako modelka. Biegle mówi po angielsku oraz chińsku.

## Kariera
W zawodach rozgrywanych pod egidą FIS zadebiutowała w lutym 2018 roku. Wtedy wystąpiła w zawodach Pucharu Ameryki Północnej w amerykańskim Aspen, gdzie rywalizowała w konkurencjach slopestyle oraz halfpipe. Na przełomie sierpnia oraz września 2018 roku wystartowała w mistrzostwach świata juniorów rozgrywanych w nowozelandzkiej Cardronie, w których zajęła 5. miejsce zarówno w slopestyle'u jak i halfpipie. W zawodach Pucharu Świata regularnie zaczęła się pojawiać od sezonu 2018/2019. Zadebiutowała w listopadzie 2018 roku w austriackim Stubai. 12 stycznia 2019 roku, w zawodach slopestyle’u we francuskim Font-Romeu po raz pierwszy stanęła na podium zajmując 2. miejsce, a dwa tygodnie później, we włoskim Seiseralm wygrała swoje pierwsze zawody w karierze, również w slopestyle'u. W sezonie 2018/2019 zajęła 3. miejsce w klasyfikacji slopestyle'u.
Po zakończeniu sezonu 2018/2019 otrzymała chińskie obywatelstwo co pozwoliło na reprezentowanie Chin w zawodach międzynarodowych. Podczas pierwszych występów w nowych barwach narodowych zwyciężyła w klasyfikacji slopestyle'u oraz halfpipe'u w Pucharze Australii i Oceanii 2019. W styczniu 2020 roku podczas zimowych igrzysk młodzieży w Lozannie zdobyła złote medale w big air i halfpipie oraz srebrny medal w slopestyle'u. W lutym 2020 roku, jako pierwszy narciarz dowolny w historii, zwyciężyła podczas jednego weekendu PŚ w dwóch różnych konkurencjach. Dokonując tego była najlepsza w konkursie halfpipe'u oraz slopestyle'u w kanadyjskim Calgary. W styczniu 2021 roku zadebiutowała w zawodach Winter X Games 25, w których zdobyła złote medale w konkurencjach SuperPipe i slopestyle oraz brązowy w big air.
W marcu 2021 roku zadebiutowała podczas mistrzostw świata w Aspen, w których zdobyła złote medale w halfpipe i slopestyle'u oraz brąz w big air. Została tym samym pierwszym mistrzem świata z Chin w historii freeskiingu, jak i również pierwszym narciarzem freeskiingowym, który wielokrotnie zdobył tytuł mistrzowski w trakcie jednego czempionatu. Rok później po raz pierwszy wystąpiła w rywalizacji olimpijskiej podczas igrzysk w Pekinie, w których to wywalczyła trzy medale: złota w big air i halfpipie oraz srebro w slopestyle'u. W sezonie 2021/2022 zwyciężyła w klasyfikacji generalnej OPP oraz klasyfikacji halfpipe'a.

## Osiągnięcia

### Igrzyska olimpijskie
| Miejsce | Dzień     | Rok  | Miejscowość | Konkurencja | Zwyciężczyni     |
| ------- | --------- | ---- | ----------- | ----------- | ---------------- |
| 1.      | 8 lutego  | 2022 | Pekin       | Big Air     | –                |
| 2.      | 15 lutego | 2022 | Pekin       | Slopestyle  | Mathilde Gremaud |
| 1.      | 18 lutego | 2022 | Pekin       | Halfpipe    | –                |

### Mistrzostwa świata
| Miejsce | Dzień    | Rok  | Miejscowość | Konkurencja | Zwyciężczyni        |
| ------- | -------- | ---- | ----------- | ----------- | ------------------- |
| DNS     | 2 lutego | 2019 | Park City   | Big Air     | Tess Ledeux         |
| 1.      | 12 marca | 2021 | Aspen       | Halfpipe    | –                   |
| 1.      | 13 marca | 2021 | Aspen       | Slopestyle  | –                   |
| 3.      | 16 marca | 2021 | Aspen       | Big Air     | Anastasija Tatalina |

### Puchar Świata

#### Miejsca w klasyfikacji generalnej
- sezon 2018/2019: 20.
- sezon 2019/2020: 25.

Od sezonu 2020/2021 klasyfikacja generalna została zastąpiona przez klasyfikację Park & Pipe (OPP), łączącą slopestyle, halfpipe oraz big air.
- sezon 2020/2021: 4.
- sezon 2021/2022: 1.
- sezon 2022/2023: 4.
- sezon 2023/2024: 2.
- sezon 2024/2025: 3.

#### Miejsca na podium w zawodach
1. Font-Romeu – 12 stycznia 2019 (slopestyle) – 2. miejsce
2. Seiseralm – 27 stycznia 2019 (slopestyle) – 1. miejsce
3. Cardrona – 7 września 2019 (halfpipe) – 2. miejsce
4. Calgary – 14 lutego 2020 (halfpipe) – 1. miejsce
5. Calgary – 15 lutego 2020 (slopestyle) – 1. miejsce
6. Stubai – 21 listopada 2020 (slopestyle) – 3. miejsce
7. Steamboat Springs – 4 grudnia 2021 (big air) – 1. miejsce
8. Copper Mountain – 10 grudnia 2021 (halfpipe) – 1. miejsce
9. Calgary – 30 grudnia 2021 (halfpipe) – 1. miejsce
10. Calgary – 1 stycznia 2022 (halfpipe) – 1. miejsce
11. Mammoth Mountain – 8 stycznia 2022 (halfpipe) – 1. miejsce
12. Mammoth Mountain – 9 stycznia 2022 (slopestyle) – 2. miejsce
13. Calgary – 21 stycznia 2023 (halfpipe) – 1. miejsce
14. Secret Garden – 9 grudnia 2023 (halfpipe) – 1. miejsce
15. Copper Mountain – 15 grudnia 2023 (halfpipe) – 1. miejsce
16. Laax – 21 stycznia 2024 (slopestyle) – 2. miejsce
17. Mammoth Mountain – 2 lutego 2024 (halfpipe) – 2. miejsce
18. Calgary – 15 lutego 2024 (halfpipe) – 1. miejsce
19. Calgary – 17 lutego 2024 (halfpipe) – 1. miejsce
20. Cardona – 8 września 2024 (halfpipe) – 1. miejsce
21. Secret Garden – 7 grudnia 2024 (halfpipe) – 1. miejsce
22. Copper Mountain – 21 grudnia 2024 (halfpipe) – 1. miejsce
23. Laax – 17 stycznia 2025 (slopestyle) – 1. miejsce